# Campionati italiani di winter triathlon del 2017
I Campionati italiani di winter triathlon del 2017 (XIX edizione) sono stati organizzati dalla Federazione Italiana Triathlon e si sono tenuti a Campodolcino in Lombardia, in data 26 febbraio 2017.
Tra gli uomini ha vinto per la seconda volta, dopo l'edizione del 2013, Giuseppe Lamastra (Trisports.it Team), mentre la gara femminile è andata per la terza volta a Chiara Novelli (Olimpic Triathlon), che conferma il risultato dell'anno precedente e del 2013.

## Risultati

### Élite uomini
| Pos. | Atleta               | Società sportiva       | Corsa   | Bici    | Sci di fondo | Totale  |
| ---- | -------------------- | ---------------------- | ------- | ------- | ------------ | ------- |
|      | Giuseppe Lamastra    | Trisports.it Team      | 0:22:02 | 0:24:15 | 0:17:46      | 1:04:03 |
|      | Alessandro Saravalle | Trisports.it Team      | 0:25:10 | 0:24:58 | 0:19:19      | 1:09:27 |
|      | Luca Alladio         | Trisports.it Team      | 0:24:08 | 0:26:41 | 0:19:53      | 1:10:42 |
| 4    | Marco Panzavolta     | Padova Nuoto Triathlon | 0:24:38 | 0:26:21 | 0:20:08      | 1:11:07 |
| 5    | Pietro Broggini      | MMTT                   | 0:24:52 | 0:28:55 | 0:17:27      | 1:11:14 |
| 6    | Guido Ricca          | T.D. Cremona           | 0:23:59 | 0:27:38 | 0:19:44      | 1:11:21 |
| 7    | Davide Bajo          | PPRTeam                | 0:22:12 | 0:28:02 | 0:23:12      | 1:13:26 |
| 8    | Michele Bonacina     | Pro Patria Milano      | 0:22:27 | 0:29:37 | 0:21:31      | 1:13:35 |
| 9    | Marco Bethaz         | Trisports.it Team      | 0:24:04 | 0:30:52 | 0:18:40      | 1:13:36 |
| 10   | Giordano Suardi      | Olimpic Triathlon      | 0:24:10 | 0:29:09 | 0:20:25      | 1:13:44 |
| 11   | Fabrizio Garetto     | Torino Triathlon       | 0::0::0 | 0::0::0 | 1:14:14      | 1:14:14 |
| 12   | Marco Liporace       | Trisports.it Team      | 0:24:47 | 0:28:29 | 0:22:17      | 1:15:33 |
| 13   | Matteo Bonifacino    | Granbike Triathlon     | 0:24:04 | 0:30:18 | 0:21:47      | 1:16:09 |
| 14   | Danilo Ciscato       | Cusiocup               | 0:24:40 | 0:31:25 | 0:21:54      | 1:17:59 |
| 15   | Fabio Cattaneo       | Friesian Team          | 0:24:01 | 0:34:24 | 0:20:35      | 1:19:00 |
| 16   | Gian Marco Rivella   | Torino Triathlon       | 0:26:56 | 0:30:30 | 0:22:58      | 1:20:24 |
| 17   | Andrea Monfasani     | Piacenza Sport         | 0:28:01 | 0:30:55 | 0:22:14      | 1:21:10 |
| 18   | Marco Gallesio       | Granbike Triathlon     | 0:25:44 | 0:32:45 | 0:23:52      | 1:22:21 |
| 19   | Werner Broz          | Canottieri Mincio      | 0:23:46 | 0:30:36 | 0:28:09      | 1:22:31 |
| 20   | Matteo Panzi         | Oxygen Triathlon       | 0:26:01 | 0:36:32 | 0:20:39      | 1:23:12 |

### Élite donne
| Pos. | Atleta              | Società sportiva       | Corsa   | Bici    | Sci di fondo | Totale  |
| ---- | ------------------- | ---------------------- | ------- | ------- | ------------ | ------- |
|      | Chiara Novelli      | Olimpic Triathlon      | 0:29:20 | 0:36:39 | 0:22:26      | 1:28:25 |
|      | Giuliana Lamastra   | Trisports.it Team      | 0:32:14 | 0:38:51 | 0:25:59      | 1:37:04 |
|      | Camilla Magliano    | Granbike Triathlon     | 0:25:55 | 0:37:57 | 0:33:25      | 1:37:17 |
| 4    | Maria Angioni       | Torino Triathlon       | 0:28:44 | 0:45:37 | 0:24:52      | 1:39:13 |
| 5    | Serena Piganzoli    | Trisports.it Team      | 0:30:21 | 0:42:40 | 0:27:08      | 1:40:09 |
| 6    | Federica Ferrari    | Friesian Team          | 0:32:42 | 0:41:37 | 0:27:01      | 1:41:20 |
| 7    | Carmela Vergura     | Trisports.it Team      | 0:30:51 | 0:46:30 | 0:27:49      | 1:45:10 |
| 8    | Virna Stavla        | Padova Triathlon       | 0:32:43 | 0:47:52 | 0:28:08      | 1:48:43 |
| 9    | Francesca Fracassi  | Road Runners           | 0:30:12 | 0:48:55 | 0:30:31      | 1:49:38 |
| 10   | Laura Stoduto       | Torino Triathlon       | 0:32:55 | 0:47:45 | 0:29:35      | 1:50:15 |
| 11   | Marina Biemmi       | Granbike Triathlon     | 0:31:02 | 0:43:28 | 0:39:49      | 1:54:19 |
| 12   | Giulia Ramponi      | Padova Nuoto Triathlon | 0:33:41 | 0:44:14 | 0:36:27      | 1:54:22 |
| 13   | Elisa Nardi         | Granbike Triathlon     | 0:32:53 | 0:48:27 | 0:45:42      | 2:07:02 |
| 14   | Annamaria Lato      | Los Tigres             | 0:37:39 | 1:08:25 | 0:29:45      | 2:15:49 |
| 15   | Luisella Iabichella | Road Runners           | 0:41:02 | 0:55:26 | 0:44:54      | 2:21:22 |
| 16   | Rossella Carletti   | CUS Ferrara            | 0:37:58 | 1:03:23 | 0:46:47      | 2:28:08 |